# Europa-Institut Saarbrücken

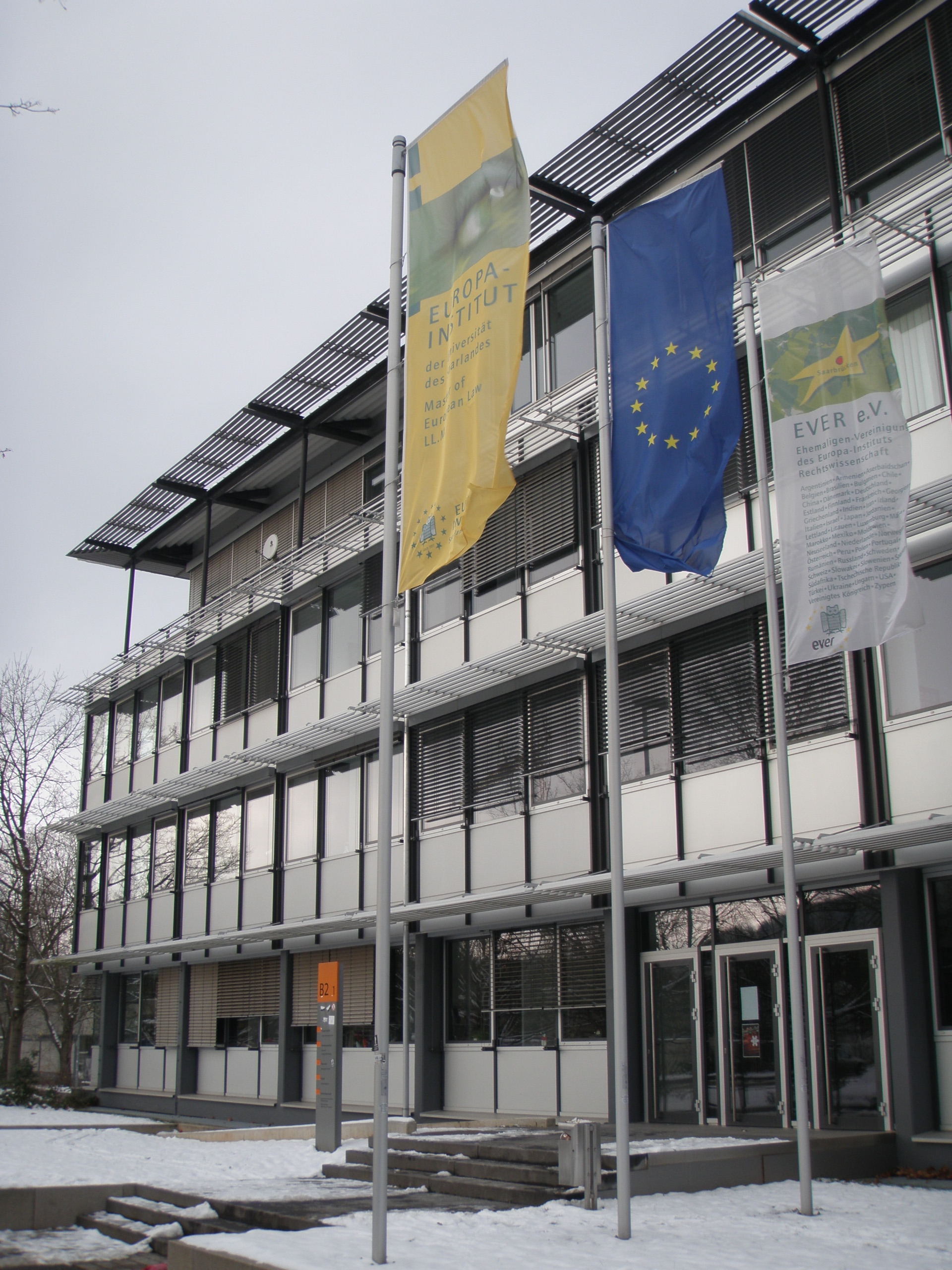
Sitz des Europa-Institut Saarbrücken (2011) – Fachbereich Recht

 Das Europa-Institut in Saarbrücken, Sektion Rechtswissenschaft, ist ein Institut der rechtswissenschaftlichen Fakultät der Universität des Saarlandes. Es bietet einen Aufbaustudiengang an, der zu einem Master of Laws führt. Die Ausbildung konzentriert sich auf Europäisches und Internationales Recht.

## Geschichte
Noch vor Unterzeichnung der Römischen Verträge wurde das Institut im Jahr 1951 an der Universität des Saarlandes gegründet. Es sollte „Krone und Symbol der gesamten Universität“ sein. Das Europa-Institut war die zweite Einrichtung dieser Art in Europa und hat seit seiner Gründung den Prozess der Europäischen Integration begleitet. Seine besondere Aufgabenstellung im Rahmen der Universität ist bis heute erhalten geblieben. Professor Joseph-François Angelloz, der erste Direktor des Europa-Instituts und zweiter Rektor der Universität, nannte als Ziel, „das Europa der Zukunft wissenschaftlich zu erforschen, dieses Europa einer nach den in den verschiedenen Ländern üblichen Lehrmethoden ausgebildeten Jugend zu vermitteln, für alle diese Länder europäisch denkender Erzieher zu sein und vielleicht in Kürze die leitenden Kräfte Europas heranzubilden.“
Das Institut, zu dessen ersten Professoren der französische Politiker, Wissenschaftler und Pionier der Europa-Bewegung André Philip zählte, wurde zunächst als fakultätsunabhängiges Universitätsinstitut eingerichtet. Angeboten wurde ein zweijähriger Studiengang, der bei erfolgreicher Teilnahme im ersten Jahr mit einem Diplom und im zweiten Jahr mit einem Diplom über europäische Studien abgeschlossen werden konnte. Das Institut ermöglichte den Absolventen auch, sich noch ein weiteres Jahr ausschließlich wissenschaftlicher Forschungsarbeit zu widmen und am Institut zu promovieren.
Zu Beginn waren fast alle „europäischen Disziplinen“ Gegenstand des Studiums. Der Schwerpunkt lag in den beiden Anfangsjahren 1951 und 1952 auf vergleichender Literaturwissenschaft, Philosophie, Geschichte und Musikwissenschaft. Zugleich waren rechts- und wirtschaftswissenschaftliche Studien Teil des Programms. In der Geschichte des Europa-Instituts spiegelt sich die Integration Europas wider. Bedingt durch die fortschreitende Integration der Europäischen Gemeinschaften wurde die juristische und politische Dimension der Ausbildung am Europa-Institut zunehmend verstärkt. So hieß es im damaligen Programm des Europa-Instituts, dass es im „Augenblick, da Europa, getrieben durch die geschichtliche Entwicklung, sich erneut seiner Realität und seiner Einheit bewusst wird, wo sich neue politische, juristische, wirtschaftliche und kulturelle Organismen bilden und entwickeln“, dringlich erscheine, eine allumfassende europäische Ausbildung zu ermöglichen.
Im Jahr 1953 trat mit der Einrichtung und Angliederung der diplomatischen Sektion an das Institut ein organisatorischer Wandel ein. Die diplomatische Sektion sollte Studenten ausbilden, die im damals politisch teilautonomen Saarland die diplomatische Laufbahn einschlagen oder in den Verwaltungsdienst eintreten wollten. Daneben etablierten sich in der Folgezeit die juristische Abteilung, die Kulturabteilung, die wirtschaftswissenschaftliche Abteilung sowie die eigene Sprachenabteilung. Mit dem Beitritt des Saarlandes zur Bundesrepublik Deutschland im Jahr 1957 übernahm die Universität des Saarlandes das deutsche Universitätssystem. Das bislang eher kultur- und literaturwissenschaftlich ausgerichtete Europa-Institut wurde in ein stärker an der Juristerei und der Ökonomie orientiertes Europäisches Forschungsinstitut umgewandelt, das zum Wintersemester 1957/58 seinen Lehrbetrieb aufnahm. Mitte der 1960er Jahre wurde das Studienprogramm zu einer einheitlichen Ausbildung zusammengefasst. Der Schwerpunkt lag auf den spezifischen Problemen der europäischen Integration, ihren Instrumenten und Methoden. Kern des Programms waren juristische Lehrveranstaltungen, die durch historische, politische und ökonomische Unterrichtsveranstaltungen ergänzt wurden.
Im Jahr 1980 richtete der Fachbereich Rechtswissenschaft den Aufbaustudiengang „Europäische Integration“ ein. Die Leitung des Instituts wurde Georg Ress und Michael R. Will übertragen. 1991 wurden Torsten Stein aus Heidelberg und 1999 Werner Meng aus Halle zu den Direktoren des Instituts berufen. 2012 löste Thomas Giegerich Torsten Stein ab und im Jahr 2015 übernahm Marc Bungenberg für den mittlerweile verstorbenen Werner Meng.

## Masterprogramm im Europäischen und Internationalen Recht
Der Studiengang ist als einjähriger Masterstudiengang im Europäischen und Internationalen Recht konzipiert, der mit dem international anerkannten Titel Master of Laws abschließt. Angeboten werden fünf Module – Modul 1: Europäische Integration / European Integration, Module 2 bis 5 mit ihren Schwerpunktbereichen Europäisches Wirtschaftsrecht / European Economic Law, Außenwirtschaft und Investitionsrecht / Foreign Trade and Investment, International Dispute Resolution und Europäischer und Internationaler Menschenrechtsschutz / European and International Protection of Human Rights und Modul 5 mit dem Schwerpunkt IT Law.

## Akkreditierungen
Im Rahmen der Systemakkreditierung der Universität des Saarlandes wurde das Europa-Institut durch die internationale Akkreditierungsagentur ACQUIN umfangreich begutachtet und zertifiziert. Das Europa-Institut hat zudem für seine gelungene Internationalisierungsstrategie in seinem Masterprogramm das „Certificate for Quality of Internationalisation (CeQuInt)“ erhalten.

## Alumni-Vereinigung EVER e. V.
Von aktiven und ehemaligen Studenten des Europa-Instituts Sektion Rechtswissenschaft der Universität des Saarlandes wurde 1996 die Alumni-Vereinigung EVER gegründet. Ziel der Alumni-Vereinigung ist es, durch zahlreiche Aktivitäten
- den Aufbau eines Netzwerkes von Absolventen des Europa-Instituts zu fördern,
- den gegenseitigen Informationsaustausch auch nach dem Abschluss des Aufbaustudiengangs zu gewährleisten,
- die Kontakte zu den Studenten am Europa-Institut aufrechtzuerhalten und
- das Bildungsangebot des Europa-Instituts zu unterstützen.

Weiterhin führt EVER Fach- und Ländergrenzen überschreitend Studierende und Ehemalige des Europa-Instituts aus verschiedenen Nationen zusammen und bietet eine Kontaktstelle, um auch außerhalb des Studienprogramms weltweit zur Völkerverständigung beizutragen.

## Das Europäische Dokumentationszentrum
Seit 1972 ist das Institut eines von über 40 Europäischen Dokumentationszentren in Deutschland, die in ein weltweites Netzwerk von 656 EDZs eingebunden sind. Das Ziel des EDZs ist es, Informationen über die Europäische Union und ihre Politik der Öffentlichkeit innerhalb und außerhalb der Universitäten zugänglich zu machen und Forschung und Lehre zum Thema „Europäische Integration“ zu unterstützen. Also solches werden alle zur Verfügung gestellten amtlichen Veröffentlichungen der Europäischen Union (Amtsblatt der EU, Dokumente der Kommission, die Rechtsprechung des EuGH) aber auch Zeitschriften, Broschüren und Informationsmaterialien gesammelt und der Zugang zu mehreren Datenbanken der EU und einer immer stärker anwachsenden Zahl an elektronischen Dokumenten angeboten.

## Die Veröffentlichungen
Seit 1998 gibt das Institut die „Zeitschrift für Europarechtliche Studien“ (ZEuS) heraus. Sie erscheint vierteljährlich und widmet sich allen aktuellen Problemen der Europäischen Integration, des Europarechts und des internationalen Rechts und legt einen Schwerpunkt auf das Europäische Medienrecht, den Europäischen Menschenrechtsschutz und das Europäische und Internationale Wirtschaftsrecht. Mit deutschen und englischen Beiträgen zu aktuellen Entwicklungen bietet ZEuS ein Forum für Wissenschaft und Praxis. Zu Wort kommen sollen auch jüngere Wissenschaftler und Studierende, deren Überlegungen es wert sind, einem breiteren Publikum vorgestellt zu werden. Insgesamt durchlaufen alle Beiträge einen Qualitätssicherungsprozess und werden zu diesem Zweck von zwei Redaktionsmitgliedern unabhängig begutachtet (peer review).